# Tisamenus draconinus
Tisamenus draconinus (Syn. Phasma (Pachymorpha) draconinum, Acanthoderus draconinus, Hoploclonia draconina, Tisamenus draconina) ist eine auf den philippinischen Inseln Luzon, Polillo und Leyte heimische Gespenstschrecken-Art aus der Familie der Heteropterygidae.

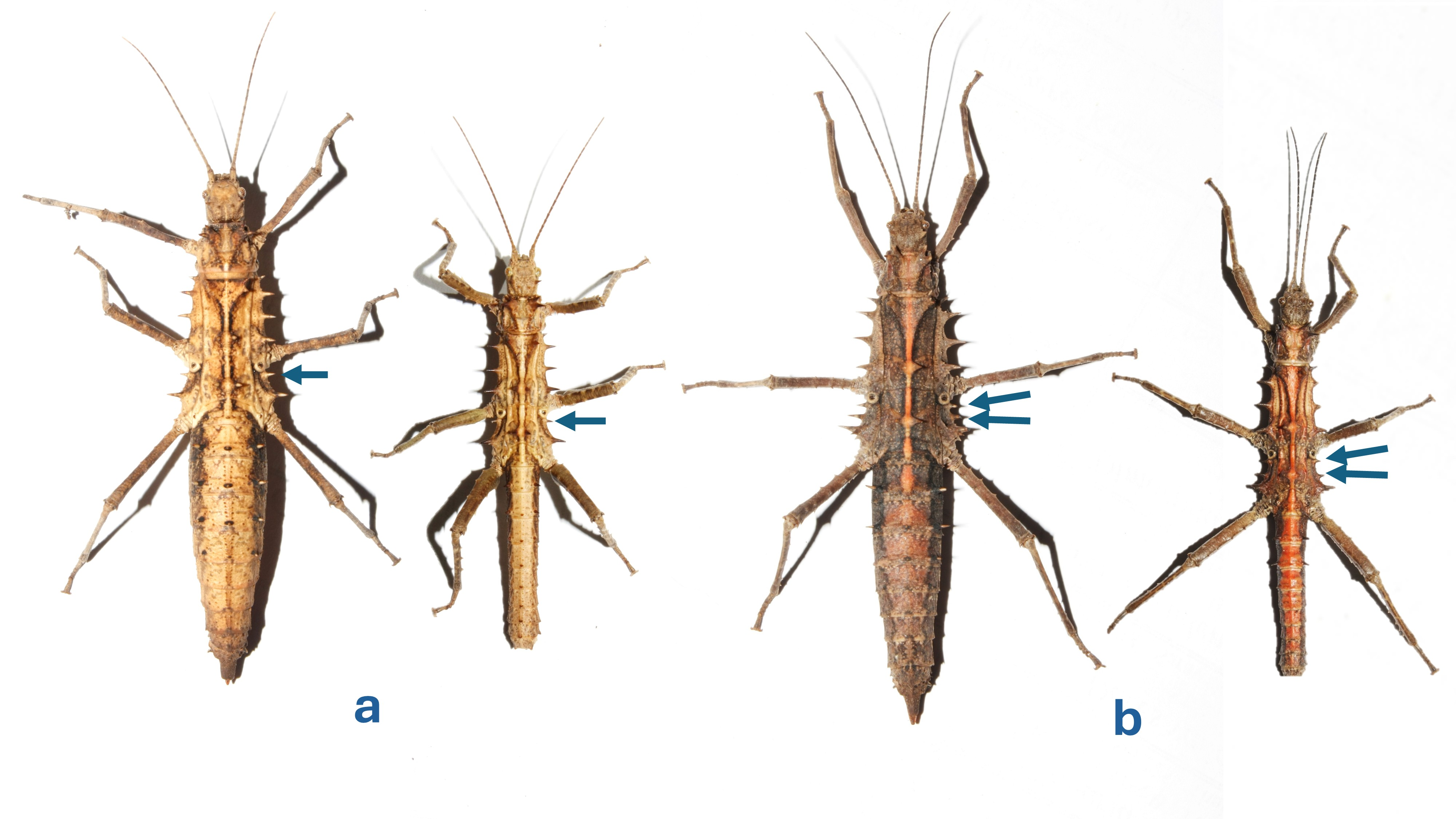
Unterscheidung von a) Tisamenus draconinus; b) Tisamenus napalaki anhand der Metapleuralstacheln

## Merkmale
Die Art ist langgestreckt und wird als eine der stachligsten der Gattung beschrieben. Weibchen erreichen eine Länge von 55,0 bis 63,8 mm und variieren in der Färbung zwischen dunkel- und hellbraun. Dunkelbraune Tiere haben teilweise nur einen hellen Medianstrich auf dem Thorax. Männchen werden 38,0 bis 47,5 mm lang und sind nicht ganz so farbvariabel. Das gattungstypische Dreieck auf dem Mesonotum ist flach und endet wie bei Tisamenus lachesis mit interposterioren Mesonotalstacheln, also mittigen Stacheln auf dem hinteren Mesonotum. Wie bei der sehr ähnlichen Tisamenus napalaki, enden die vorderen beiden Ecken des Dreiecks in zusammengesetzten Stacheln, die einen gezähnten Kamm bilden, dessen größtes Element etwas von den eigentlichen Ecken entfernt ist. Ein Paar mediane Metanotalen, also mittlere Stacheln auf dem Metanotum, sind vorhanden. Die Seitenränder der Meso- und Metanotums sind mit langen Stacheln bewehrt. An den Mesonatalrändern befinden sich lediglich vier Stacheln, während es bei ähnlichen Arten meist fünf sind. Am Metathorax befindet sich seitlich je ein Lateralstachel und ein sehr großer Supracoxalstachel, also ein über der Hüfte befindlicher Stachel. Von der ähnlichen Tisamenus napalaki, lässt Tisamenus draconinus am einfachsten anhand der Metapleuralstacheln unterscheiden. Während Tisamenus napalaki hier zwei Stacheln hat, ist es bei Tisamenus draconinus lediglich einer je Seite. Im Unterschied zu vielen anderen Tisamenus-Arten fehlen Tisamenus draconinus auf der Oberseite der vorderen Segmente des Abdomens mediane Stacheln. Stattdessen gibt es hier nur flache Knötchen oder Tuberkel. An den Seiten der ersten vier Abdominalsegmente befindet sich je ein Stachel, wobei die vorderen Stacheln länger und ausgeprägter sind, als die hinteren.

## Vorkommen
Während in der Erstbeschreibung lediglich die Philippinen als Verbreitungsgebiet genannt werden, präzisieren dies James Abram Garfield Rehn und sein Sohn John William Holman Rehn und geben als Fundort der immerhin acht von ihnen untersuchten Tiere die Unterprovinz Apayao auf Luzon an. Der Fundort der in Zucht befindlichen Tiere befinden sich in der benachbarten Provinz Cagayan. Weiter Fundorte liegen in den Provinzen Aurora, Isabella, in der Mountain Province und auf der zur Provinz Quezon gehörigen Insel Polillo. Ein weiterer Nachweis liegt aus Mahaplag auf der viel weiter südlich gelegenen Insel Leyte vor. Zweifelhaft erscheinen die Fundortangaben Taiwan und Borneo.

## Systematik

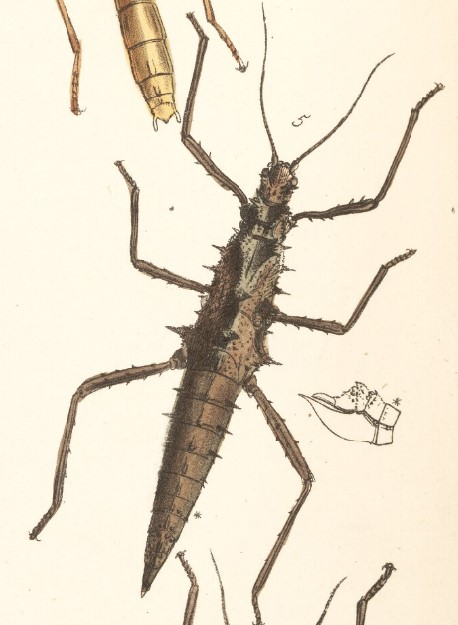
Zeichnung aus Westwoods Erstbeschreibung von 1848

John Obadiah Westwood beschrieb die Art 1848 unter dem Basionym Phasma (Pachymorpha) draconinum und bildet ein Weibchen ab. Der gewählte Artname „draconinum“ ist vom Lateinischen „draconis“ abgeleitet und bedeutet „Drachen“. Bereits 1859 überstellte er sie in die 1834 von George Robert Gray errichtete Gattung Acanthoderus. Carl Stål nennt die Art 1875 als zu der von ihm beschriebenen Gattung Tisamenus gehörig. Allerdings nennt er in der Kombination des Gattungs- und des Artennamens lediglich die neubeschriebene Tisamenus serratorius und die ebenfalls von Westwood beschriebene Acanthoderus deplanatus abgekürzt als T. deplanato (heute Tisamenus deplanatus) und zählt Acanthoderus draconinus Westw. lediglich am Ende als zu dieser Gattung gehörig auf. Während William Forsell Kirby 1904 dieser Zuordnung folgt und die Art erstmals auch in Kombination mit dem Gattungsnamen  Tisamenus draconinus nennt, zitieren Joseph Redtenbacher 1906, Lawrence Bruner 1915 und auch Philip Edward Bragg 1995 Stål mit einer angeblichen Zuordnung der Art zu Hoploclonia  und nennt sie Hoploclonia draconina. Tatsächlich nennt Stål lediglich deren Typusart Hoploclonia gecko in dieser Gattung. Redtenbacher erwähnt 1906 weder die Arbeit von Kirby noch dessen Gattungszuordnung und behandelt die Art als Vertreter von Hoploclonia. Er bildet wiederum ein Weibchen der Art ab und nennt als untersuchtes Material Tiere von Westwood aus dem Hofmuseum Wien (heute Naturhistorisches Museum Wien), sowie von Borneo stammende Tiere aus der Sammlung von Staudinger (vermutlich Otto Staudinger) und seiner eigenen Sammlung. Da Tisamenus draconinus nicht auf Borneo vorkommt, geht Bragg 1995 und 1998 davon aus, dass es zumindest teilweise zu einer Verwechslung oder Vermischung des Materials mit Hoploclonia cuspidata gekommen sein muss, obwohl selbige von Redtenbacher in eben jener Arbeit anhand eines Weibchens beschrieben worden ist. Rehn und Rehn zitieren 1939 zwar die korrekte Zuordnung von Stål, überführen die Art aber genau wie alle anderen Vertreter dieser Gattung in Hoploclonia und synonymisieren Tisamenus mit dieser. Die von ihnen in Hoploclonia geführten philippinischen Vertreter, unterteilen sie nach morphologischen Aspekten in verschiedene Gruppen. In die sogenannte Draconina Gruppe, stellten sie mit Hoploclonia draconina, sowie den von ihnen neubeschriebenen Hoploclonia hystrix (heute Tisamenus hystrix) und Hoploclonia lachesis (heute Tisamenus lachesis), sehr stark bestachelte, langgestreckte und langbeinige Arten. Bis 2004 wird Tisamenus draconinus in fast allen Arbeiten weiter in Hoploclonia geführt. Erst Oliver Zompro stellt sie  als Tisamenus draconina gemeinsam mit allen anderen philippinischen Vertreter wieder in die Gattung Tisamenus und folgt damit sowohl Stål als auch Kirbys Zuordnung. Die Nutzung der ursprünglich maskulinen Artnamensendung „-us“, angepasst an den ebenfalls maskulinen Genus des Gattungsnamens, wurde erst 2024 wieder eingeführt.
Ein weiblicher Lectotypus und ein männlicher Paralectotypus sind im Oxford University Museum of Natural History zu finden. Die beide von Mr. D. Cuming für das Museum gekauften Tiere, lagen der Beschreibung von Westwood zugrunde und wurden 1995 von Bragg als Typen festgelegt. Fundortangaben oder weitere Sammeldaten fehlen bei beiden.
Frank H. Hennemann stellte im Rahmen einer 2025 veröffentlichten, taxonomischen Revision der Gattung Tisamenus fest, dass einige der in der Vergangenheit als Tisamenus draconinus (teilweise mit anderer Schreibweise oder in der Gattung Hoploclonia geführt) angesprochenen Tiere, der erst 2025 beschriebenen Tisamenus napalaki angehören. Dies gilt für Matsumura und Hirayama 1932, Shiraki 1935, Huang 2002, Xu 2005 sowie für Chen & He 2008.

## Terraristik
Thierry Heitzmann und Albert Kang sammelten am 5. November 2014 zwei sehr unterschiedlich gefärbte, adulte Weibchen in einem Schutzgebiet nahe der Callao-Höhle in der Provinz Cagayan. Aus den von diesen Weibchen gelegten Eiern konnte ein sexueller Zuchtstamm etabliert werden, welcher als Tisamenus sp. 'Cagayan' verteilt wurde und zu den am weitesten verbreiteten der Gattung gehört. Hennemann bemerkte 2023 dass Tisamenus draconinius eine in Zucht befindliche Art sein muss und untersuchte diesbezüglich den Zuchtstamm aus Cagayan ebenso wie einen weiteren von der Insel Palaui, die sich ebenfalls in der Provinz Cagayan befindet. Im Ergebnis zeigte sich, dass der Zuchtstamm von Palaui einer neuen, 2025 als Tisamenus napalaki beschriebenen Art angehört, während der aus Cagayan als Tisamenus draconinus identifiziert wurde.
Die Art ist sehr einfach zu halten und zu züchten. Gefressen werden verschiedene Futterpflanzen wie Brombeeren, Hasel, Feuerdorn, Efeu und Johanniskräuter.

## Bilder

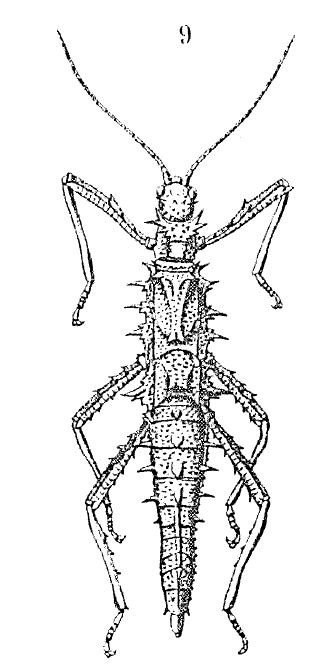
Darstellung eines Weibchens aus Redtenbacher 1906
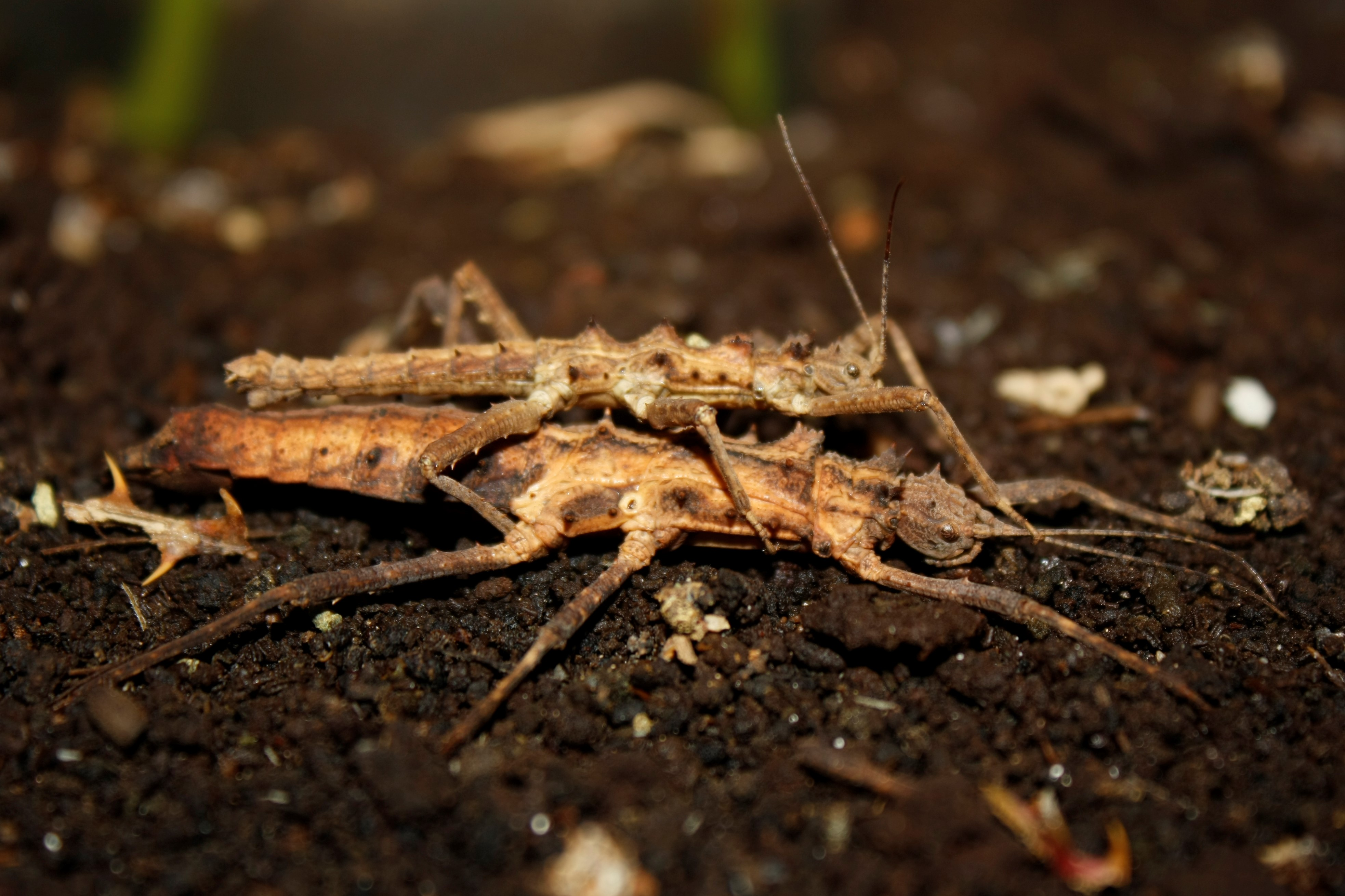
Pärchen des Zuchtstammes aus Cagayan
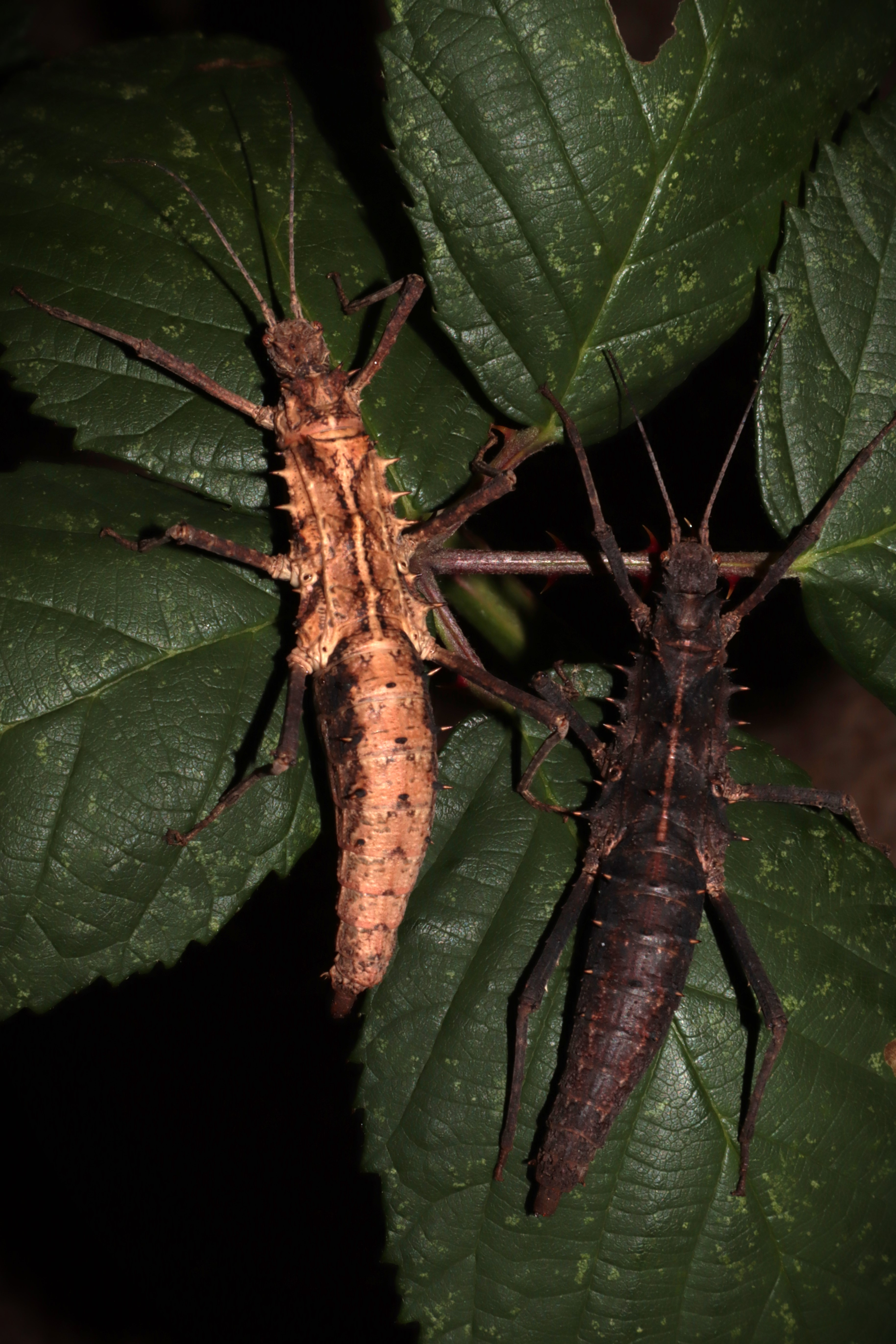
Verschiedenfarbige Weibchen des Zuchtstammes aus Cagayan
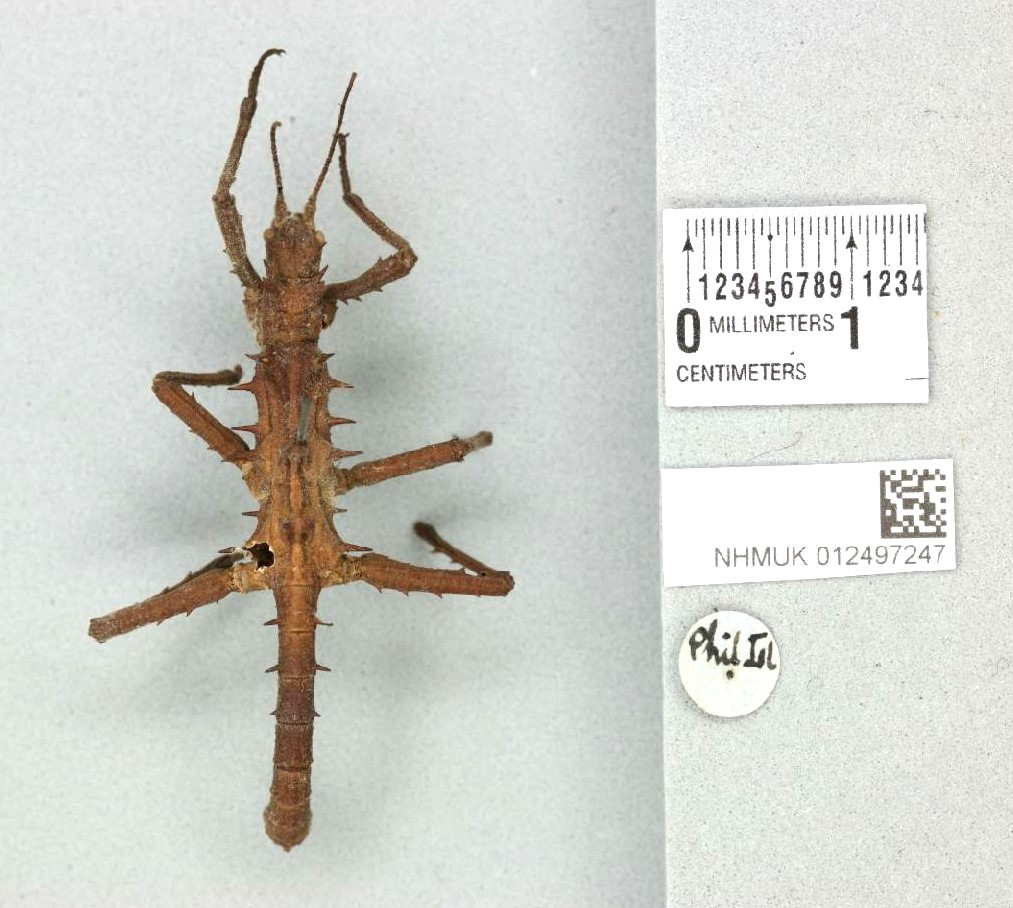
Männchen aus dem Natural History Museum – dorsal
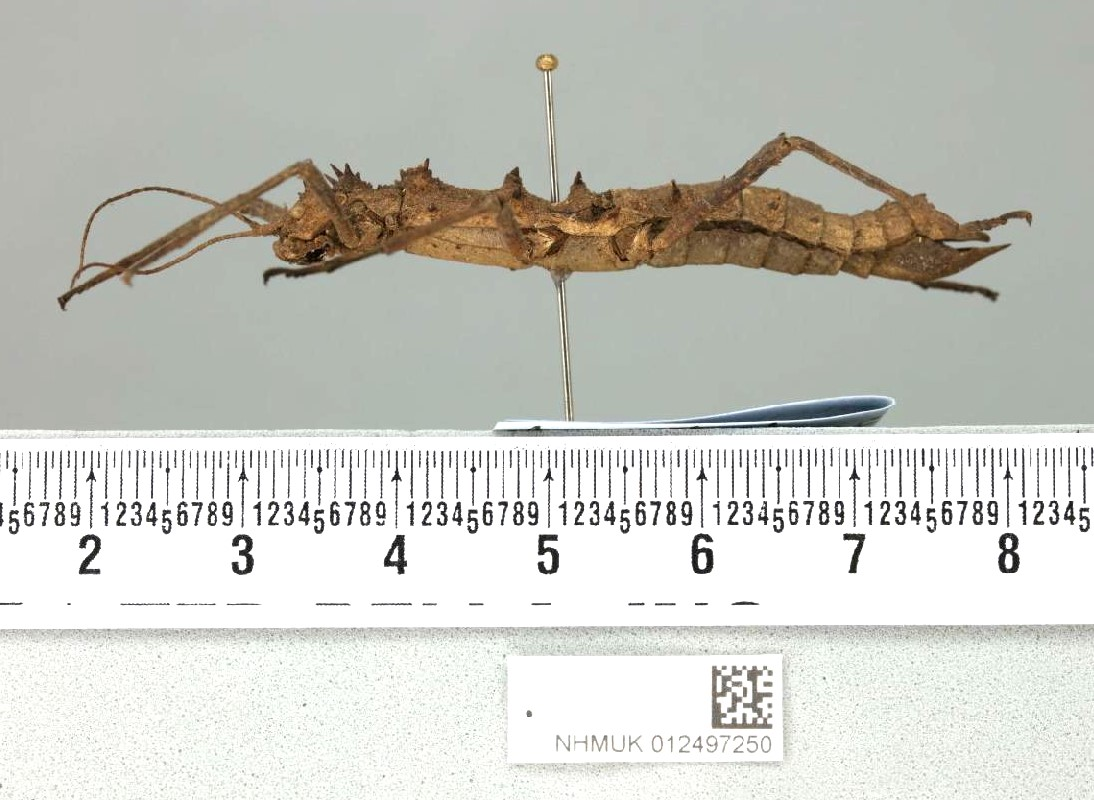
Weibchen aus dem Natural History Museum – lateral